# Хорн, Чарльз Эдуард
Чарльз Эдуард Хорн (англ. Charles Edward Horn; 21 июня 1786, Лондон — 21 октября 1849, Бостон) — англо-американский певец (баритон) и композитор. Сын Карла Фридриха Хорна, оставил мемуары о своём отце.

## Биография
Брал уроки у друга своего отца, певца Джона Брэма. Дебютировал как певец на лондонской оперной сцене в 1809 г., а уже в 1810 г. была поставлена первая его собственная комическая опера, «Проделки над проезжими» (англ. Tricks upon Travellers, в соавторстве с Уильямом Ривом). За ней последовали ещё несколько десятков, в том числе «Наренский, или Дорога на Ярослав» (англ. Narensky, or the Road to Yaroslaf; 1814, также совместно с Ривом), «Девятая статуя, или Ирландец в Багдаде» (англ. The Ninth Statue, or The Irishman in Bagdad; 1814), «Карл Смелый, или Осада Нанта» (англ. Charles the Bold, or The Siege of Nantes; 1815), «Персидские охотники, или Роза Грузии» (англ. The Persian Hunters, or The Rose of Gurgistan; 1817), «Лалла Рук, или Кашмирский менестрель» (англ. Lalla Rookh, or The Cashmerian Minstrel; 1818), «Два галерных раба, или Мельница Сент-Алдервон» (англ. The Two Galley-Slaves, or The Mill of St Aldervon; 1822), «Бенёвский, или Изгнанники Камчатки» (англ. Benyowsky, or The Exiles of Kamschatka; 1826) и т. п.
Очерк 1827 г. называет Хорна весьма посредственным певцом, но превосходным актёром, и утверждает, что его песенки — такие, как «Cherry Ripe» и «I’ve been Roaming», — настолько популярны, что их можно услышать в исполнении лондонских шарманщиков на каждом углу; по мнению критика-современника, Хорн «способен сочинить самую изящную и занятную музыку для отдельного мадригала, но до сих пор ни разу не преуспел в создании целиком удачной увертюры или трёхактной оперы».
Вторая половина карьеры Хорна прошла, с небольшими перерывами, в США. В 1827—1831 гг. он гастролировал по стране, выступая в ведущих партиях таких опер, как «Вольный стрелок», «Севильский цирюльник», «Гай Маннеринг» Генри Бишопа. В 1828 г. в Нью-Йорке была поставлена первая написанная здесь Хорном опера — «Изидора из Мериды» (англ. Isidore de Merida, переделка «Пиратов» Стивена Стораса). В 1830-е гг. Хорн работал в Нью-Йорке как музыкальный издатель, держал музыкальный магазин, сочинял оперы и оратории. В 1847 г. он был приглашён в Бостон, где провёл последние годы жизни в должности дирижёра местного оркестра.